# Luis de Évreux
Luis de Francia, conde de Evreux (¿?, 3 de mayo de 1276-¿?, 19 de mayo de 1319). Príncipe francés de la dinastía de los Capetos, conde de Évreux. Hijo del rey de Francia Felipe III el Atrevido y de su segunda esposa María de Brabante.

## Biografía
Fue el fundador de la Dinastía de Evreux, gobernantes de Navarra. Se caracterizó por el apoyo a su sobrino Felipe V de Francia y la oposición a su hermano Carlos de Valois en la cuestión de la regencia suscitada después de la muerte de Luis X.
Se casó con Margarita de Artois, hermana de Roberto III de Artois. De esta unión nacieron:
- María de Évreux (1303-1335), condesa de Brabante y de Limburgo por su matrimonio con Juan III de Brabante.
- Carlos de Évreux (1305-1336), conde de Ètampes.
- Felipe de Évreux (1306-1343), conde de Évreux y de de Longueville, además de rey consorte de Navarra, como Felipe III, por su matrimonio con Juana II.
- Margarita de Évreux (1307-1350), condesa de Auvernia con Guillermo XII.
- Juana de Evreux (1310-1370), Reina de Francia con Carlos IV de Francia.